# Julio Lagos (militar)

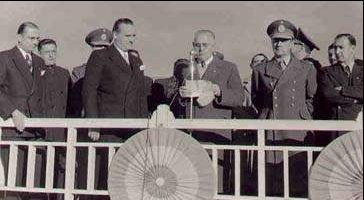
En uniforme el general Julio A. Lagos, durante un acto en YPF. El que habla es el Ing. Teodoro Platz (1949).

Julio Alberto Lagos (Capital Federal, 24 de febrero de 1901 - Martínez, Buenos Aires; 11 de octubre de 1975) fue un militar argentino, perteneciente al Ejército, que se desempeñó como comandante en jefe del Ejército desde el 21 de septiembre de 1955 hasta el 5 de junio de 1956.
Como teniente coronel fue uno de los fundadores y líderes del GOU, logia secreta de tendencia nacionalista. Fue agregado militar en Chile (1944-1945), jefe de la Agrupación Motorizada Patagonia (1948), gobernador militar de Comodoro Rivadavia (1949-50) y comandante del Segundo Ejército «Ejército de los Andes», en 1952.
Fue simpatizante del peronismo hasta 1954, cuando el enfrentamiento con la Iglesia católica y el culto a la personalidad. En septiembre de 1955 fue uno de los jefes que participaron en el golpe de Estado y posterior dictadura «Revolución Libertadora», que derrocó al presidente Juan Domingo Perón. Desde septiembre de ese año hasta junio de 1956 fue comandante en jefe del Ejército.

## Familia
Proveniente de una familia tradicional de Buenos Aires y nieto del general Hilario D. Lagos, Julio Alberto Lagos era hijo del matrimonio conformado por Julio Alberto Lagos de la Fuente y Amalia Schoo. Julio Alberto Lagos (h) estaba casado con Clara Terrero Solá, con quien tuvo siete hijos Clara, Julio Alberto, Fernando, Silvia, María, Martín y Miguel.

## Biografía
En 1930, siendo teniente 1.º, fue designado por el general José Félix Uriburu como parte de su estado mayor, junto al teniente coronel Álvaro Alsogaray y al teniente Arturo Ossorio Arana, entre otros. Posteriormente fue profesor de fortificaciones y comunicaciones en la Escuela Superior de Guerra.
En 1943 fue uno de los fundadores del Grupo de Oficiales Unidos (GOU), grupo que tuvo participación en el gobierno militar de la Revolución del 43, que sucedió al presidente Ramón Castillo. Fue nombrado entonces en Inteligencia Militar y posteriormente director nacional de Correos y Telecomunicaciones (1943-1944) y agregado militar en la Embajada Argentina en Chile (1944-1945).
Luego, durante los dos gobiernos de Juan D. Perón (1946-1952; 1952-1955) continuó con su carrera militar y alcanzó el grado de general de división a fines de 1951. Se desempeñó primero como jefe de la Agrupación Motorizada Patagonia y como gobernador de la Gobernación Militar de Comodoro Rivadavia, que ocupaba partes de las actuales provincias de Santa Cruz y Chubut (1948-1950). 
En 1955 era comandante del Segundo Ejército con asiento en San Luis. Pese a estar identificado con el peronismo (de hecho, estaba afiliado al Partido Peronista), adhirió a la conspiración. Estaba en preparativos para el golpe militar sin embargo, tras una fuerte discusión con el ministro Franklin Lucero, fue removido de su puesto y pasado a retiro, quedando sin mando de tropas.
En septiembre de 1955 fue uno de los jefes que iniciaron las acciones militares que culminaron con el derrocamiento de Juan Domingo Perón el 23 de septiembre de 1955. El golpe de Estado se había iniciado con el pronunciamiento del general Eduardo Lonardi en Córdoba el 16 de septiembre, pero el levantamiento militar se definió a favor de los rebeldes recién el 17 de septiembre, cuando se sublevaron las tropas del Ejército de los Andes en Cuyo, al mando de Lagos.

Asumió la presidencia del gobierno provisional el general Lonardi, de quien se ha dicho que fue el autor de la Revolución, pero no fue por ello el jefe de la Revolución. La oficialidad jerarquizada del Ejército se subordinó siempre a las órdenes del general Julio A. Lagos como Comandante en Jefe y a partir del 23 de septiembre el Ejército estuvo mandado por los tres generales que habían dirigido la conspiración contra Perón: el General Bengoa, Ministro de Guerra, el General Lagos, Comandante en Jefe del Ejército, y el General Aramburu, Jefe de Estado Mayor.

Durante el golpe de Estado de 1955 una de las primeras medidas que adoptó Lagos fue la detención de los dirigentes del oficialismo regional, de militantes de las unidades básicas justicialistas y del incendio y posterior destrucción del local de la CGT de Mendoza. Tras dominar por la fuerza la ciudad homónima, Lagos mandó ocupar la Base Aérea de El Plumerillo, donde había doce bombarderos livianos Calquin de fabricación nacional. Agregó también a las fuerzas sublevadas la Base Aérea de Villa Reynolds, en la provincia de San Luis.
Durante la noche del 18 al 19 de septiembre Lagos y su alto mando elaboraron un plan tendiente a aligerar la difícil situación en la que se encontraba el general al mando del bando golpista Eduardo Lonardi, futuro presidente tras el triunfo del golpe de Estado atrapado en Córdoba. Entre otras cosas, decidió llevar adelante un ataque desde Villa Reynolds al aeródromo de Las Higueras, en Río Cuarto, Córdoba, ataque que no llegó a llevarse a cabo porque el día martes 20 Perón ya estaba refugiado en un buque de la Armada paraguaya.
Durante el gobierno de la denominada Revolución Libertadora Lagos apoyó al presidente de facto Eduardo Lonardi, referente del sector nacionalista-católico, pero el sector más antiperonista y liberal del Ejército, dirigido por el dictador Pedro Eugenio Aramburu, nunca terminó de aceptarlo. Dejó el cargo de Comandante en Jefe y pasó a retiro a principios de junio de 1956 en disconformidad con la política militar de Aramburu, días antes de los fusilamientos decretados por la dictadura militar contra los militares peronistas sublevados en 1956 al mando del general Juan José Valle.
Tras su retiro ocupó cargos diplomáticos en los Estados Unidos (jefe de la Delegación Argentina ante la Junta Interamericana de Defensa, 1956-1958) y España (embajador, 1962-1964) y más tarde escribió tres libros: Patagonia, Tierra de Bendición, Historia de las Comunicaciones en el Ejército Argentino y Gral. Hilario D. Lagos.
El 11 de octubre de 1975 falleció en su hogar, en Martínez, Partido de San Isidro, Provincia de Buenos Aires, y desde octubre de 2000 la Escuela de Comunicaciones del Ejército lleva el nombre de "Tte. Gral. Julio Alberto Lagos".
El 1 de noviembre del año 2000, por resolución del Jefe de Estado Mayor General del Ejército, se impone al Instituto el nombre histórico de “Teniente General Julio Alberto Lagos”, en memoria y homenaje del militar, hombre público y ciudadano que constituye un ejemplo de conducta y hombría de bien para todos los hombres y mujeres del Arma de Comunicaciones, y que fuera Comandante en Jefe del Ejército en 1955 y 1956.